# 분향초등학교
분향초등학교는 대한민국 전라남도 장성군 남면 분향리에 있는 공립 초등학교이다.

## 학교 연혁
- 1934년 5월 19일 분향공립보통학교(4년제 2학급) 개교(설립인가 3월 20일)
- 1938년 4월 1일 분향공립심상소학교(6년제 3학급)로 개칭
- 1941년 4월 1일 분향공립국민학교로 개칭
- 1951년 4월 1일 분향국민학교로 개칭
- 1981년 3월 5일 병설유치원 개원
- 1993년 3월 1일 특수학급 설치
- 1994년 3월 1일 급식 실시
- 1994년 9월 1일 송강분교장 본교 편입
- 1995년 9월 1일 송강분교장 통합
- 1996년 3월 1일 분향초등학교로 개칭
- 1997년 3월 1일 재택특수학급 설치
- 1997년 3월 1일 남면서초등학교 통합
- 2016년 4월 1일 학교 본관 준공
- 2022년 1월 7일 제85회 졸업 (졸업생 15명 계: 5,410명)
- 2023년 1월 6일 제86회 졸업 (졸업생 17명 계: 5,427명)
- 2024년 3월 1일 제87회 졸업 (졸업생 13명 계: 5,440명)
- 2024년 3월 1일 제27대 김경희 교장 부임
- 2025년 1월 7일 제88회 졸업 (졸업생 10명 계: 5,450명)

## 참고 자료
- 분향초등학교 - 한국교육학술정보원 학교알리미